# Dworski Rów

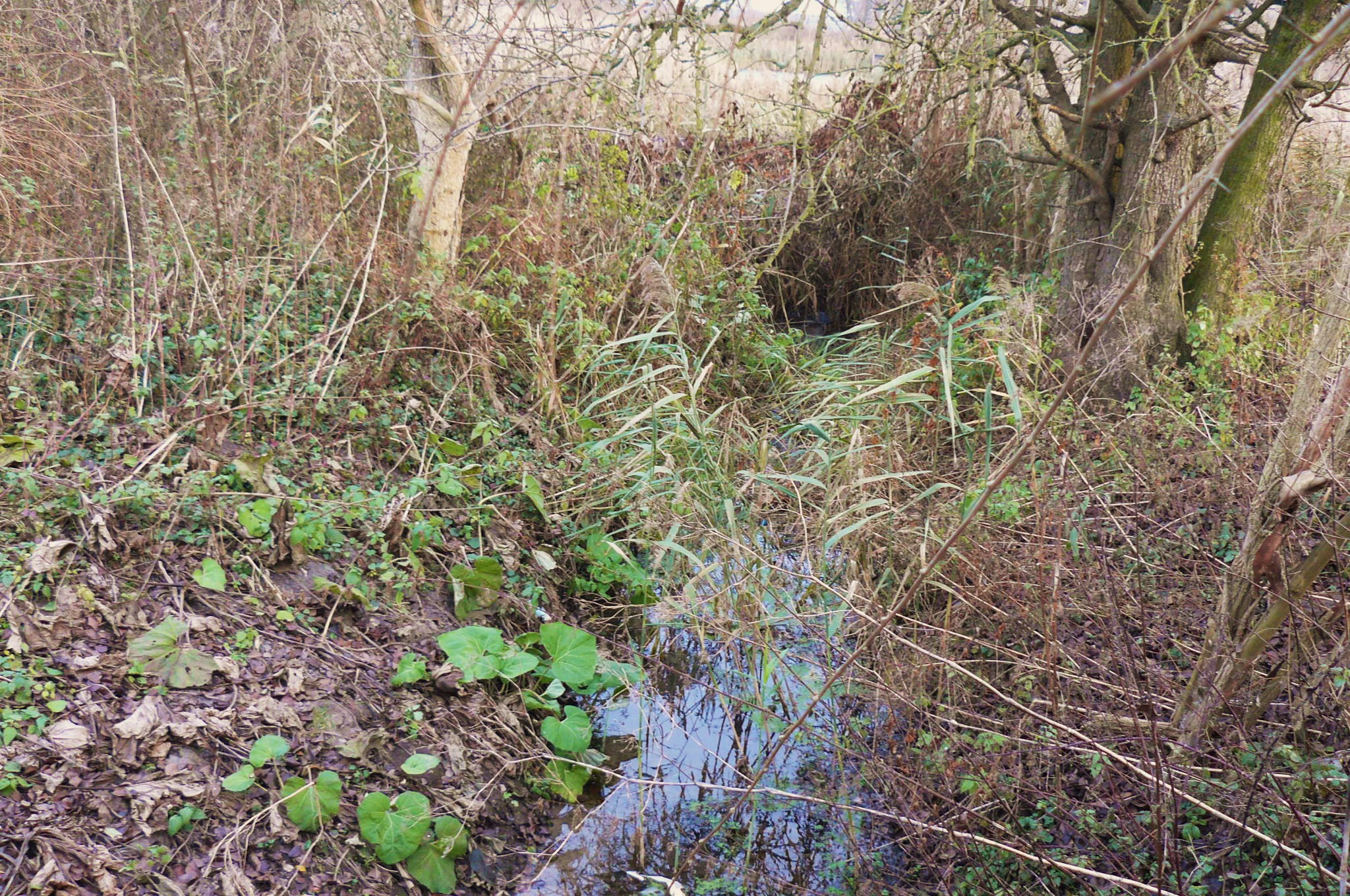
Dworski Rów nieopodal ujścia, na Spławiu

Dworski Rów – ciek zlokalizowany w całości w Poznaniu.

## Przebieg
Źródła Dworskiego Rowu znajdują się na Szczepankowie, w rejonie ulic Spławie i Poznańskie Sady. Następnie ciek płynie na wschód, wzdłuż ulicy Spławie przez centrum Spławia, pod ulicą Gospodarską, w pobliżu kościoła św. Andrzeja Apostoła. W tym rejonie znajduje się pięć stawów. Na wschód od ulicy Na Dołku zmienia kierunek na południowy, by przejść pod autostradą A2 i zaraz potem przejąć swój jedyny znaczący dopływ (prawy) – Spławkę. Do Michałówki wpada wśród pól, na granicy Poznania i gminy Kórnik, niedaleko na zachód od Żernik. Dworski Rów nie został skanalizowany i w całości płynie swoim pierwotnym korytem.

## Flora i fauna
W dolinie Dworskiego Rowu występują głównie zespoły zieleni urządzonej przez ludzi (ogrody, trawniki, żywopłoty, sady, itp.), ale zinwentaryzowano tu też archeofity związane z biocenozami polnymi, w tym nieczęsto notowane na terenie Poznania, np. wilczomlecz obrotny. W zlewni rośnie też chroniona centuria pospolita. W samej wodzie cieku występuje Ulva compressa (zielenica). Ze zwierząt spotkać można dość rzadkiego na tych terenach ptaka – świergotka łąkowego. 
10 maja 1994 powołano uchwałą Rady Miejskiej (nr CV/610/94) użytek ekologiczny Dworski Rów.